# Pachycerina seychellensis
Pachycerina seychellensis är en tvåvingeart som beskrevs av Lamb 1912. Pachycerina seychellensis ingår i släktet Pachycerina och familjen lövflugor.
Artens utbredningsområde är Seychellerna. Inga underarter finns listade i Catalogue of Life.